# شهرستان لوفا
شهرستان لوفا (به لاتین: Lofa County) یکی از ۱۵ شهرستان کشور لیبریا است که در شمال آن واقع شده‌است. شهرستان لوفا ۹٬۹۸۲ کیلومتر مربع مساحت و ۲۷۶٬۸۶۳ نفر جمعیت دارد.